# 西田靖
西田 靖（にしだ やすし、1961年10月28日 - ）は、神奈川県出身の競艇選手。登録第3072号。身長163cm。血液型B型。51期。東京支部所属。

## 来歴
1961年10月28日、静岡県静岡市岩本町に生まれ。東京都練馬区大泉学園町で育つ。東京都立光丘高等学校中退後、美容師見習いをはじめとしてさまざまな職を転々とした後、新聞の募集広告を見たのがきっかけで競艇選手を志し、2度目の受験で本栖研修所に合格した。
- 1982年9月19日、選手登録。
- 1982年11月12日から平和島競艇場で開催された一般戦でデビュー。（4着）
- 1982年12月9日から江戸川競艇場で開催された一般戦で初勝利。
- 1983年5月21日から浜名湖競艇場で開催された一般戦で初優出。（デビュー8ヶ月）
- 1984年4月4日から平和島競艇場で開催されたG1周年記念でG1初出場。（デビュー1年10ヶ月）
- 1986年6月18日から江戸川競艇場で開催されたG1周年記念でG1初優出。（デビュー3年8ヶ月）
- 1986年11月23日から江戸川競艇場で開催されたG1施設改善でG1初優勝。（デビュー4年2ヶ月）
- 1987年3月5日から蒲郡競艇場で開催されたSG「第22回総理大臣杯」でSG初出場。（デビュー4年5ヶ月）
- 1989年5月4日から下関競艇場で開催されたSG「第16回笹川賞でSG初優出を果たすもフライングを犯す。（デビュー6年8ヶ月）
- 1991年6月20日から住之江競艇場で開催されたSG「第1回グランドチャンピオン決定戦」の優勝戦に1号艇でSG初優出。インコース進入となり2マーク桑原淳一に全速ターンで競り勝ち勝利し、SG初優勝。登録3000番台以降の選手による初のSG制覇となった。
- 1991年8月2日から下関競艇場で開催されたSG「第37回モーターボート記念」でも1号艇で優出し、4コース進入となったが先行する佐藤勝生を2周1マーク差して逆転勝ちでSG2連覇を果たす。
- 2011年12月17日からボートレース福岡で開催された 一般戦「アビスパ福岡杯」3日目第7Rにおいて2コースから飯山晃三を差し切り勝利[6]し、通算2000勝を達成。
- 2022年10月19日からボートレース桐生で開催された 一般戦「第8回太田双葉カントリークラブカップ DS開設9周年記念」初日第2Rにおいて1コースからイン逃げを決めて勝利[7]し、通算2500勝を達成[8]。

## 選手特徴
デビュー当時はセンター、アウトからの自在戦を得意としていた。地元水面である平和島、江戸川の悪条件でも果敢なまくりを披露していた。
持ちペラ制度時代はプロペラグループ「湘南ジェット」に所属。エンジン整備・プロペラ作りの名手としても知られ、レースではピットアウトから待機行動開始までに他艇を大きく引き離すピット離れでインコースを奪う「スーパーピット離れ」（後述）で旋風を巻き起こした。プロペラ制度変更後も積極的なコース取りを行うイン屋のスタイルを貫いている。

## エピソード
- 「スーパーピット離れ」はあるレースで1コースを取ろうとしたところ、別の選手に後ろからコースを取られてしまい、「頭にきて絶対（インコースを）取り切ってやるという思いでプロペラを調整したら成功した」ことで生まれた[4]。
- カーレースが好きで、競艇選手になったのも「賞金でカーレースに参戦したかったから」と話す。1990年代には競艇マクールをスポンサーとしてレースに出場し、富士スピードウェイで行われたJAF公認レースで優勝した経験もある[4]。好きなF1レーサーはジャンカルロ・フィジケラ。
- 趣味は海釣りで、釣りをするために海の近くに住んでおり[4]、レースに出場しない時は釣りに出ている。
- 熱狂的な阪神タイガースのファンである[4]。
- 尊敬している人物は加藤峻二。
- 西島義則は2期先輩にあたるが、同い年で誕生日も2日違いということもあり「同級生」意識がある。
- その風貌から、「艇界のブルース・ウィリス」の異名をとる。
- 妻は同業の競艇選手だった。職業柄、腰痛などに悩まされ、西田はそれをフォローして、結婚した。

## 戦績
- 出走回数：8861回
- 1着回数：2501回
- 優出回数：326回
- 優勝回数：67回
- SG優勝回数：2回
- SG優出回数：17回
- SG出走回数：633回
- G1優勝回数：7回
- G1優出回数：79回
- G1出走回数：2651回
- フライング(F)回数：52回
- 出遅れ(L)回数：4回
- 通算勝率：6.57
- 2連対率：46.91
- 3連対率：60.90
- 生涯獲得賞金：1,632,447,840円